# Pierre de Ronsard
Pierre de Ronsard, född 11 september 1524, död 27 december 1585, var en fransk poet under renässansen. Han tillhörde en diktarskola som kallade sig Plejaden. Något enskilt verk av honom finns inte på svenska (2014).

## Verksamhet
Ronsard bidrog dels till utvecklingen av ett normativiserat franskt skriftspråk, men särskilt till utvidgandet av den franska vokabulären. Under Ronsards livstid blev han en mycket välkänd diktare, men glömdes fort bort efter sin död. Intresset för Ronsards diktning återupptogs under romantiken. 

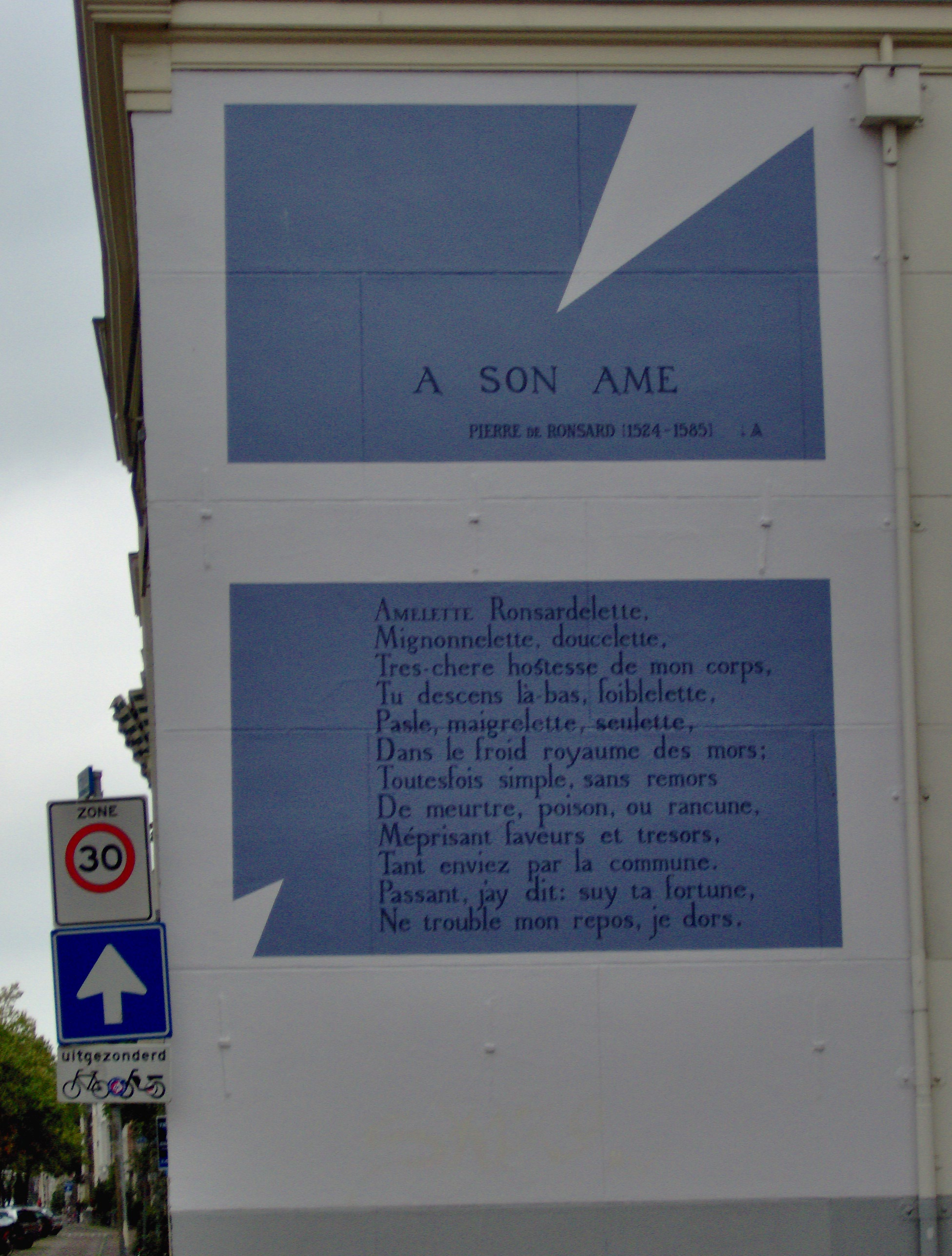
Pierre de Ronsards A son âme som väggdikt i hörnet av Oude Singel och Klokpoort i den holländska staden Leiden.

Ronsard inspirerades av en grekisk diktare som Pindaros, vars odödlighetsmotiv ständigt återkommer i hans dikter. Han lät sig också inspireras av Horatius oden. Men mest inspirerades han nog av italienaren Petrarca. Dennes "lauramotiv" återfinner man också i Ronsards sonetter. De riktar sig däremot inte enbart till en kvinna utan till tre: den italienska Cassandra, bondflickan Marie och hovdamen Hélène. Dikterna till Marie klassas som herdedikter.
För övrigt skrev han chansons, elegier, epigram och epistlar.

## Eftermäle
Den svenske barockdiktaren Skogekär Bergbo hänvisar inte bara till Petrarca utan även till Ronsard i det korta förordet till sin sonettsamling Wenerid (1680). Ronsard övertog nämligen inte bara den italienska sonetten som den var utan gav den också en fransk prägel genom att foga det äldre franska versmåttet alexandrin till den givna sonettformen. Denna blandform gjorde så svensken Skogekär Bergbo bruk av senare, liksom många andra, till exempel den tyskspråkige Andreas Gryphius.
Ronsard finns representerad i Breitholtz: Litteraturens klassiker 7, om renässansens litteratur.
Asteroiden 10139 Ronsard är uppkallad efter honom.

## Verk
- Les Odes (1550–54)
- Les Amours de Cassandre (1552)
- Les Livret des folâtries (1553)
- Les Bocages (1554)
- Mélanges (1554)
- Les Amours de Marie (1555-56)
- Les Hymnes (1555-56)
- Églogues (1560–67)
- La Franciade (1572)
- La Mort de Marie (1578)
- Sonnets pour Hélène (1578)

## Fotnoter
1. ↑  Bibliothèque nationale de France, BnF Catalogue général : öppen dataplattform, id-nummer i Frankrikes nationalbiblioteks katalog: 11922538t, läst: 10 oktober 2015.[källa från Wikidata]
2. ↑  Encyclopædia Britannica, Encyclopædia Britannica Online-ID: biography/Pierre-de-Ronsardtopic/Britannica-Online, läst: 9 oktober 2017.[källa från Wikidata]
3. ↑  Internet Speculative Fiction Database, ISFDB författar-ID: 270063, läst: 9 oktober 2017.[källa från Wikidata]
4. ↑  Brockhaus Enzyklopädie, Brockhaus Enzyklopädie-ID: ronsard-pierre, läst: 9 oktober 2017.[källa från Wikidata]
5. ↑  Charles Dudley Warner (red.), Library of the World's Best Literature, 1897, läs online.[källa från Wikidata]
6. ↑  Uppgifter om väggdikten A son âme i Leiden. Arkiverad 13 december 2011 hämtat från the Wayback Machine. muurgedichten.nl
7. ↑  ”Minor Planet Center 10139 Ronsard” (på engelska). Minor Planet Center. https://www.minorplanetcenter.net/db_search/show_object?object_id=10139. Läst 5 juni 2023.